# Infrutescence

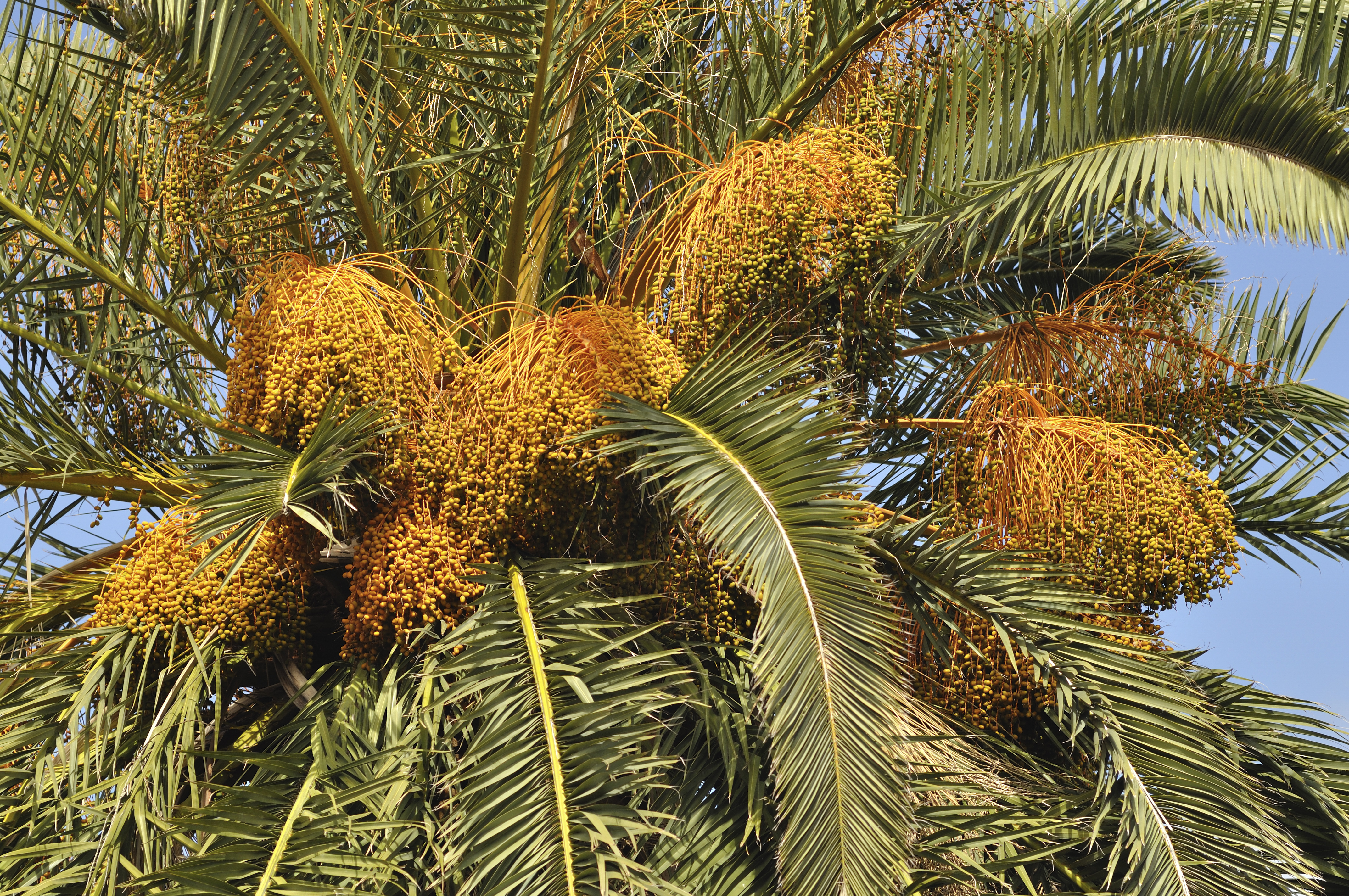
Infrutescence du palmier des Canaries, Phoenix canariensis.

Une infrutescence est l'ensemble des fruits issus de l'ensemble des ovaires d'une inflorescence. Il conserve généralement la taille et la structure de l'inflorescence.

## Description

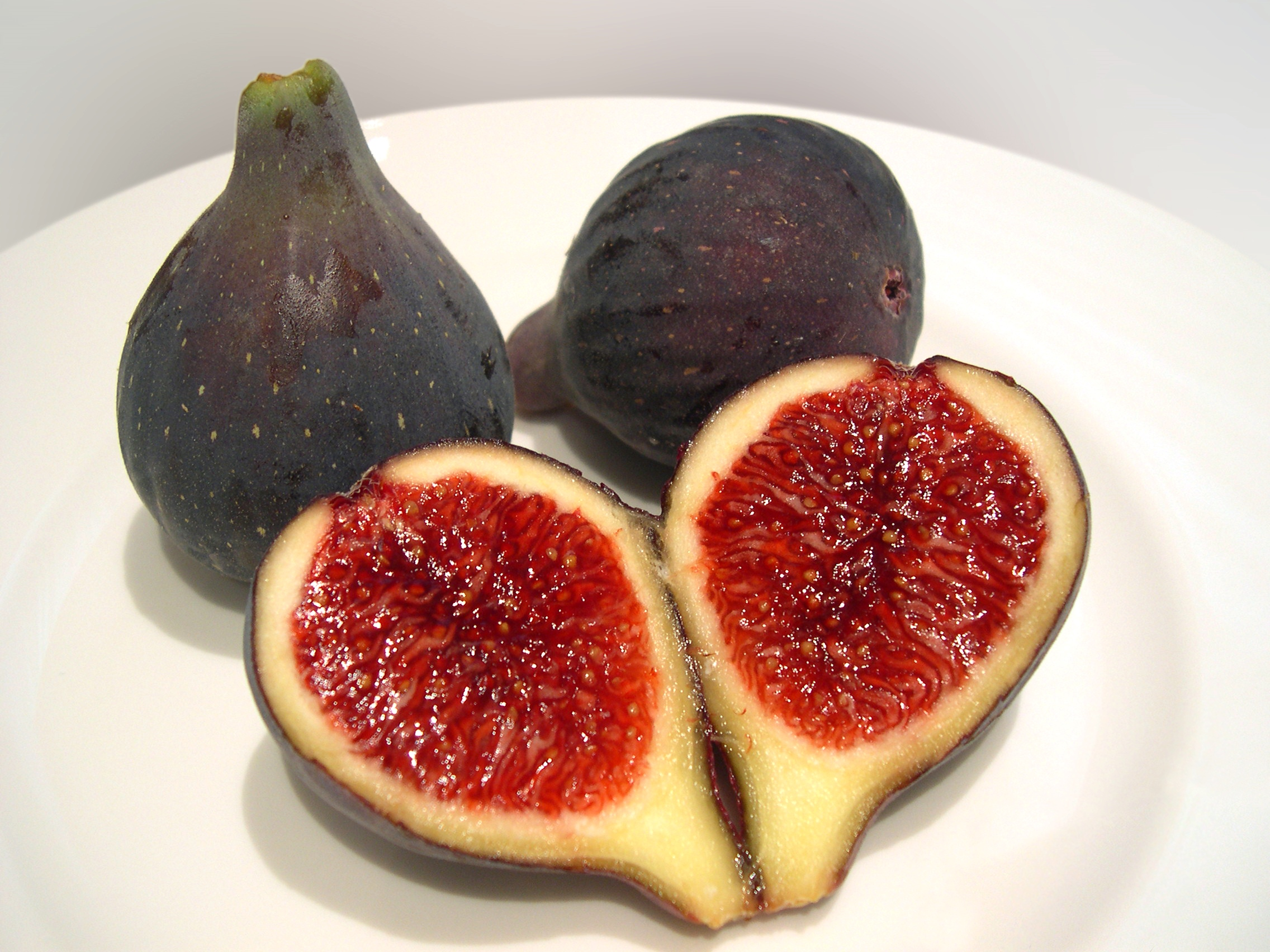
La figue, une infrutescence d'un sycone.

L'infrutescence est un rameau comportant des fruits et éventuellement des bractées mais pas de feuilles sans fruit. Certaines fleurs n'étant pas fécondées et certains fruits n'arrivant pas à maturité, la reconnaissance est parfois difficile. Une infrutescence est caractérisée par son organisation en cyme ou corymbe.
Certains faux-fruits comme la figue ou l'ananas sont des infrutescences.